# Calochortus striatus
Calochortus striatus är en liljeväxtart som beskrevs av Samuel Bonsall Parish. Calochortus striatus ingår i släktet Calochortus och familjen liljeväxter. Inga underarter finns listade.

## Bildgalleri

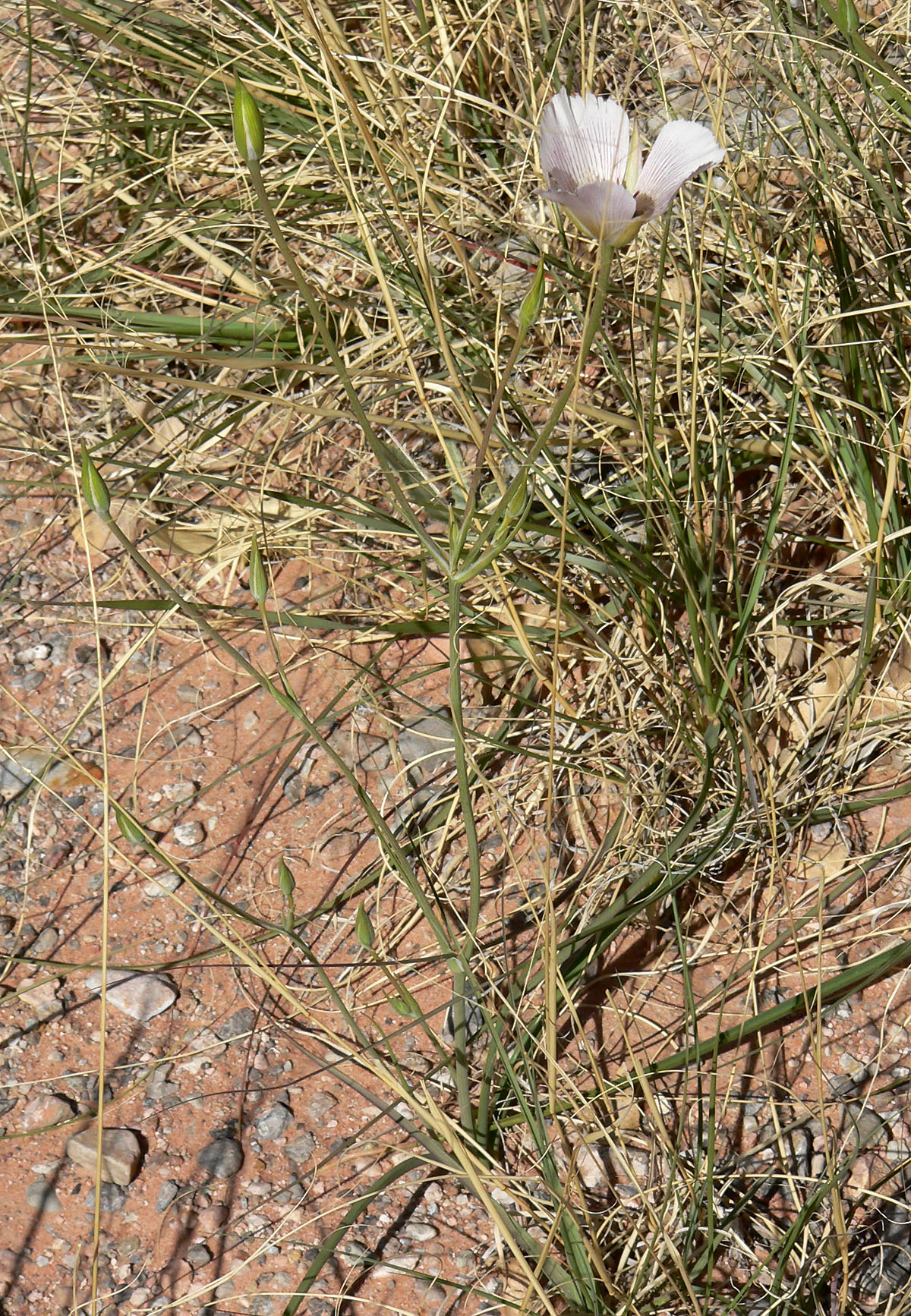
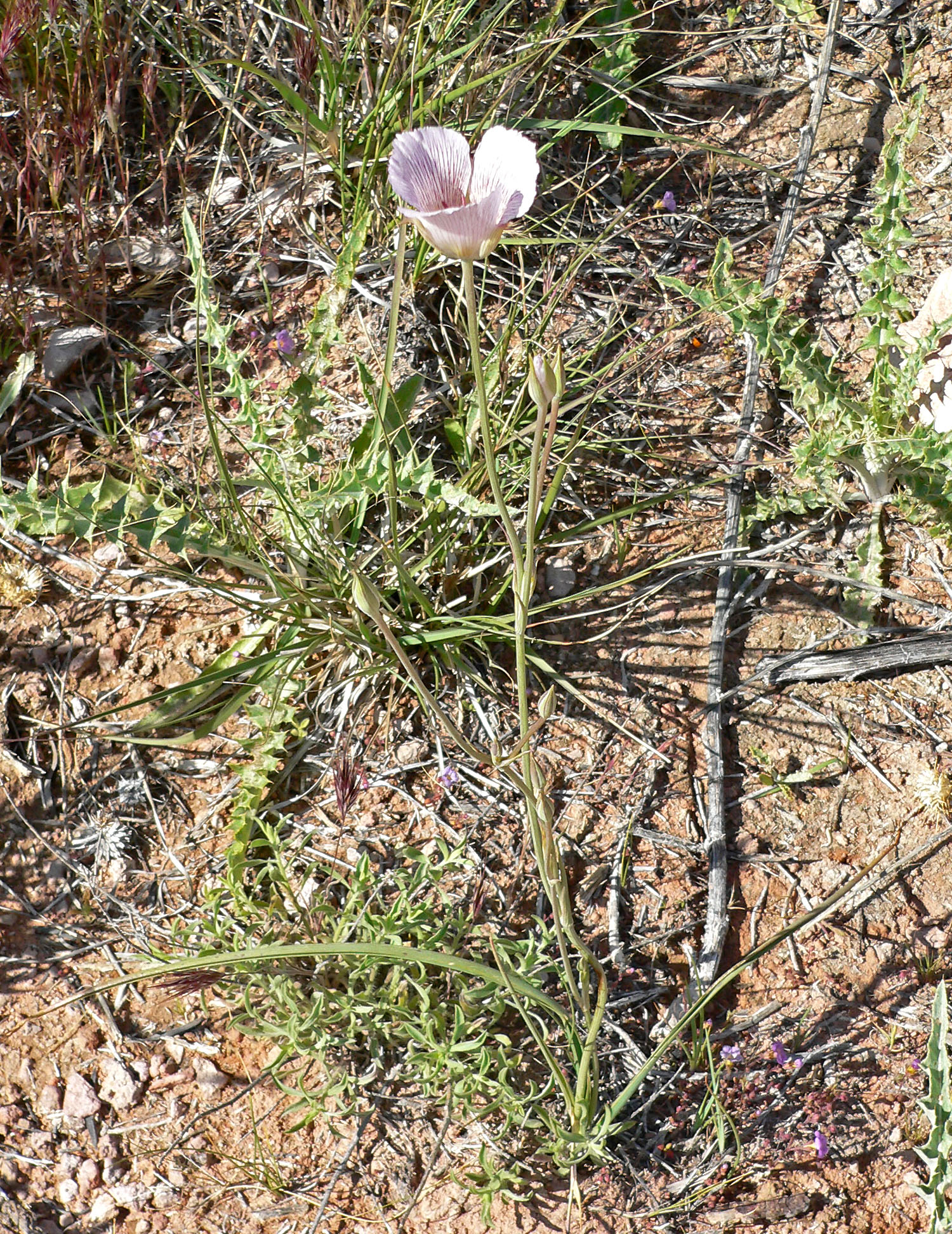
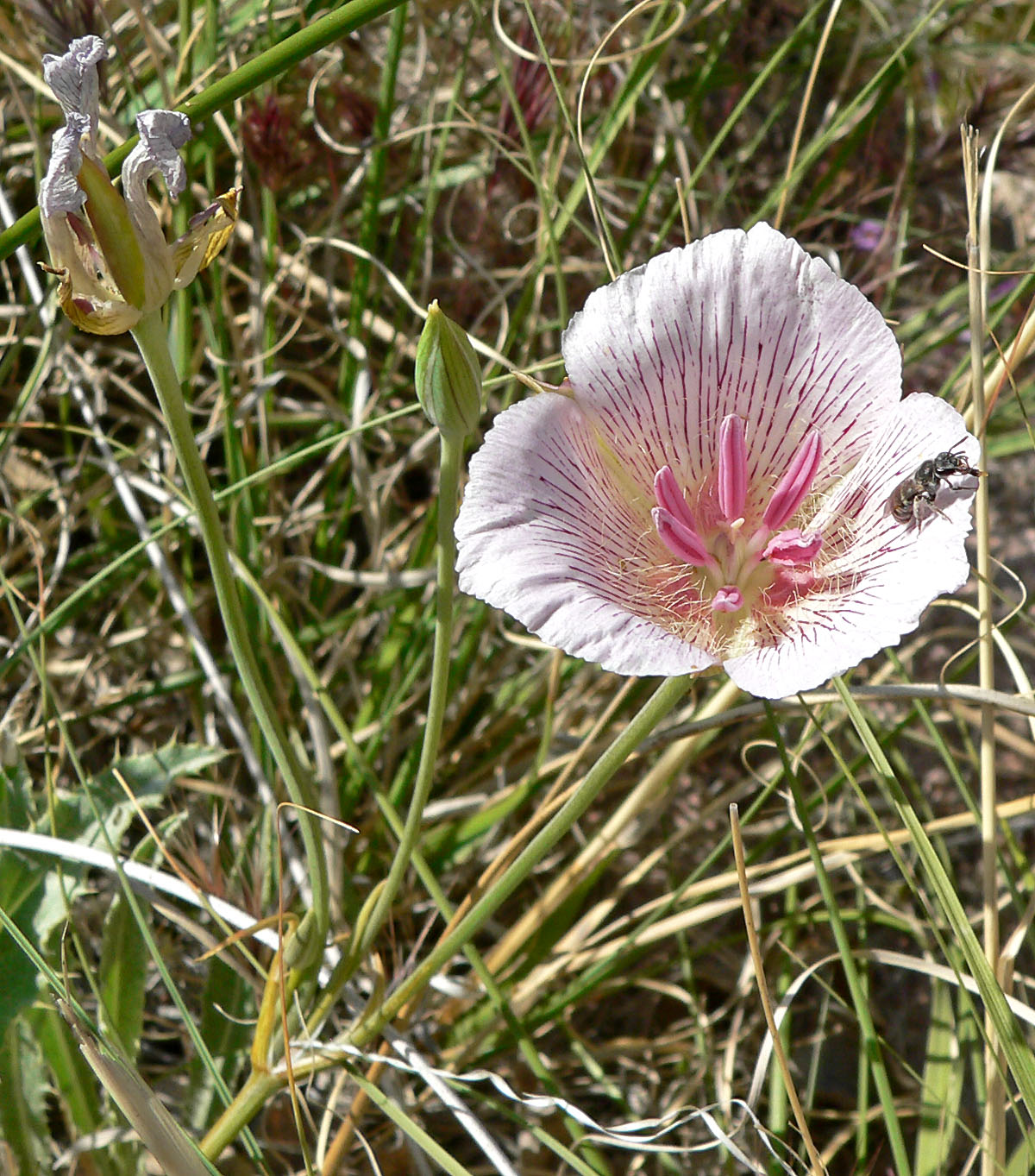
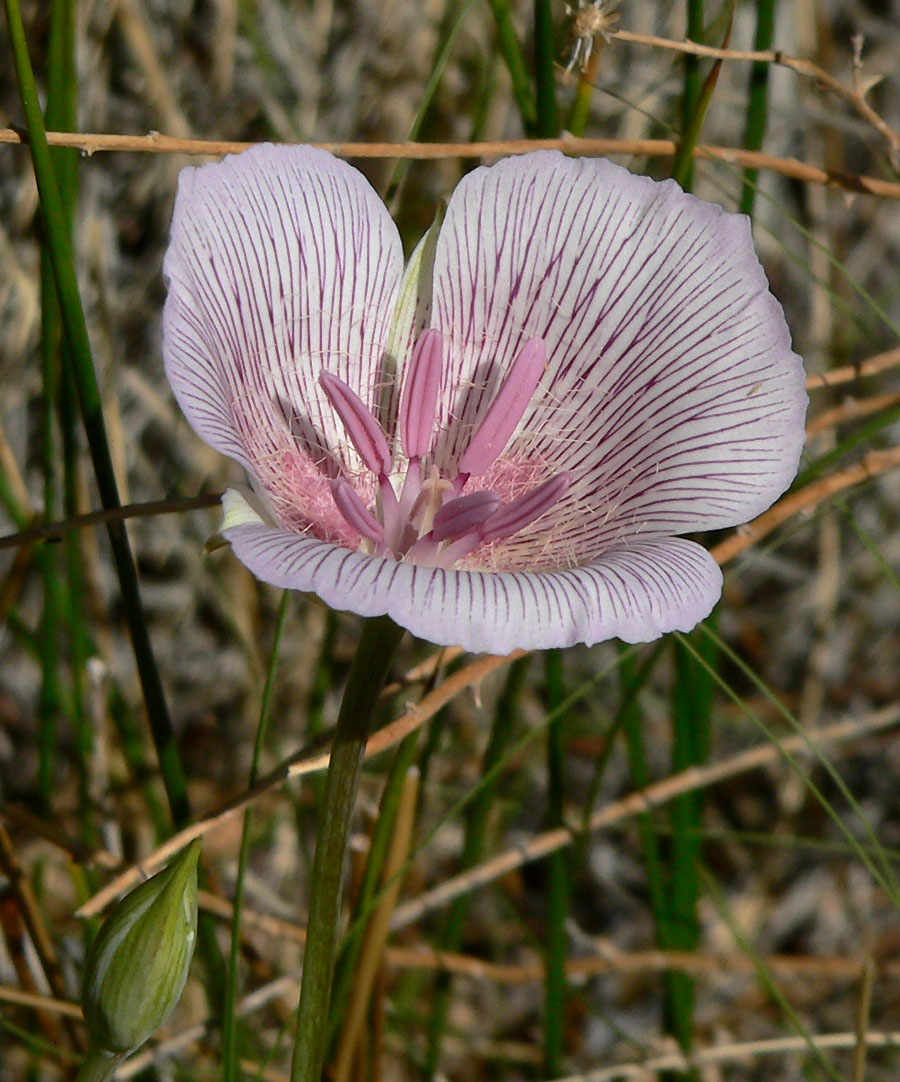
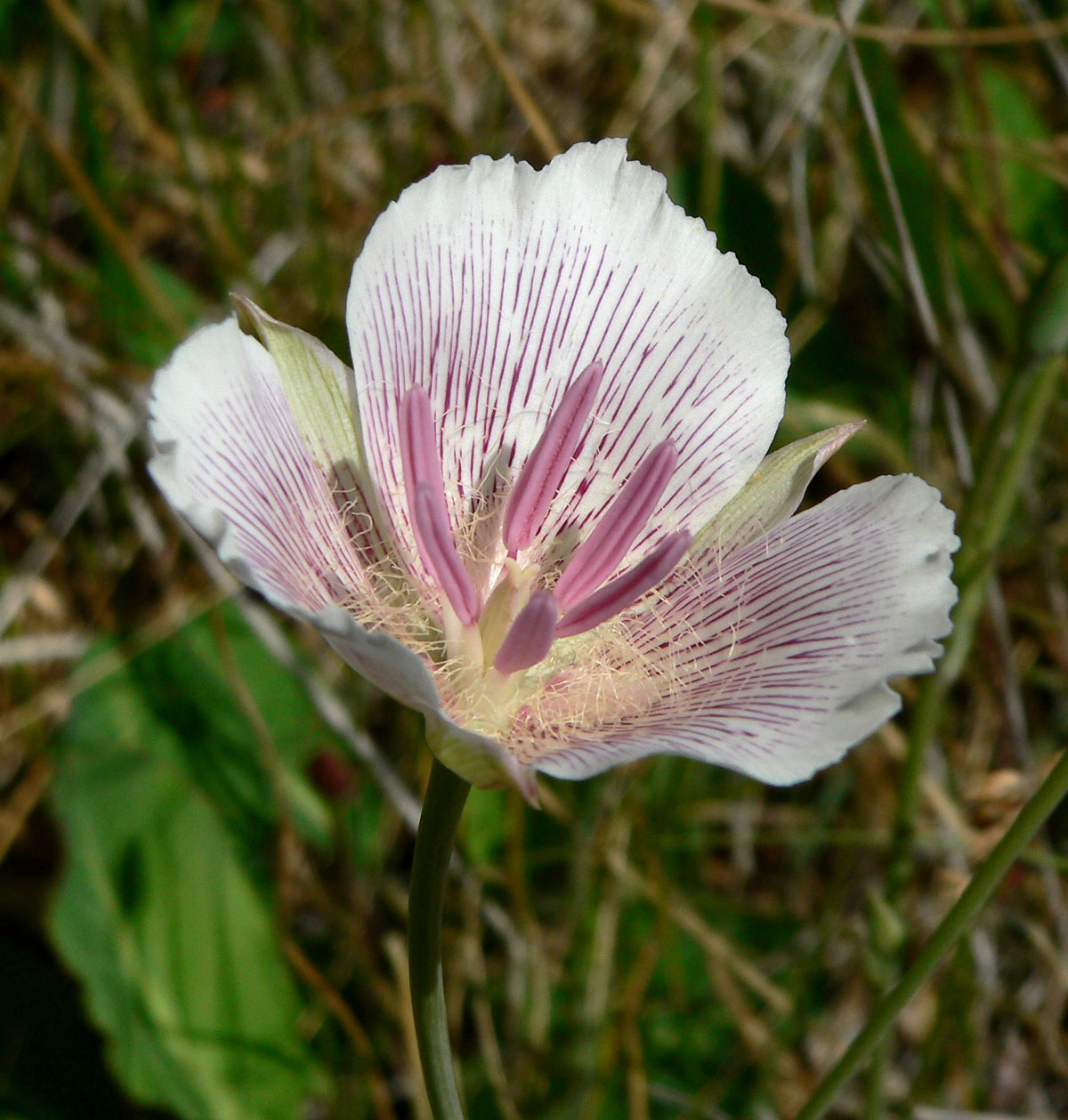
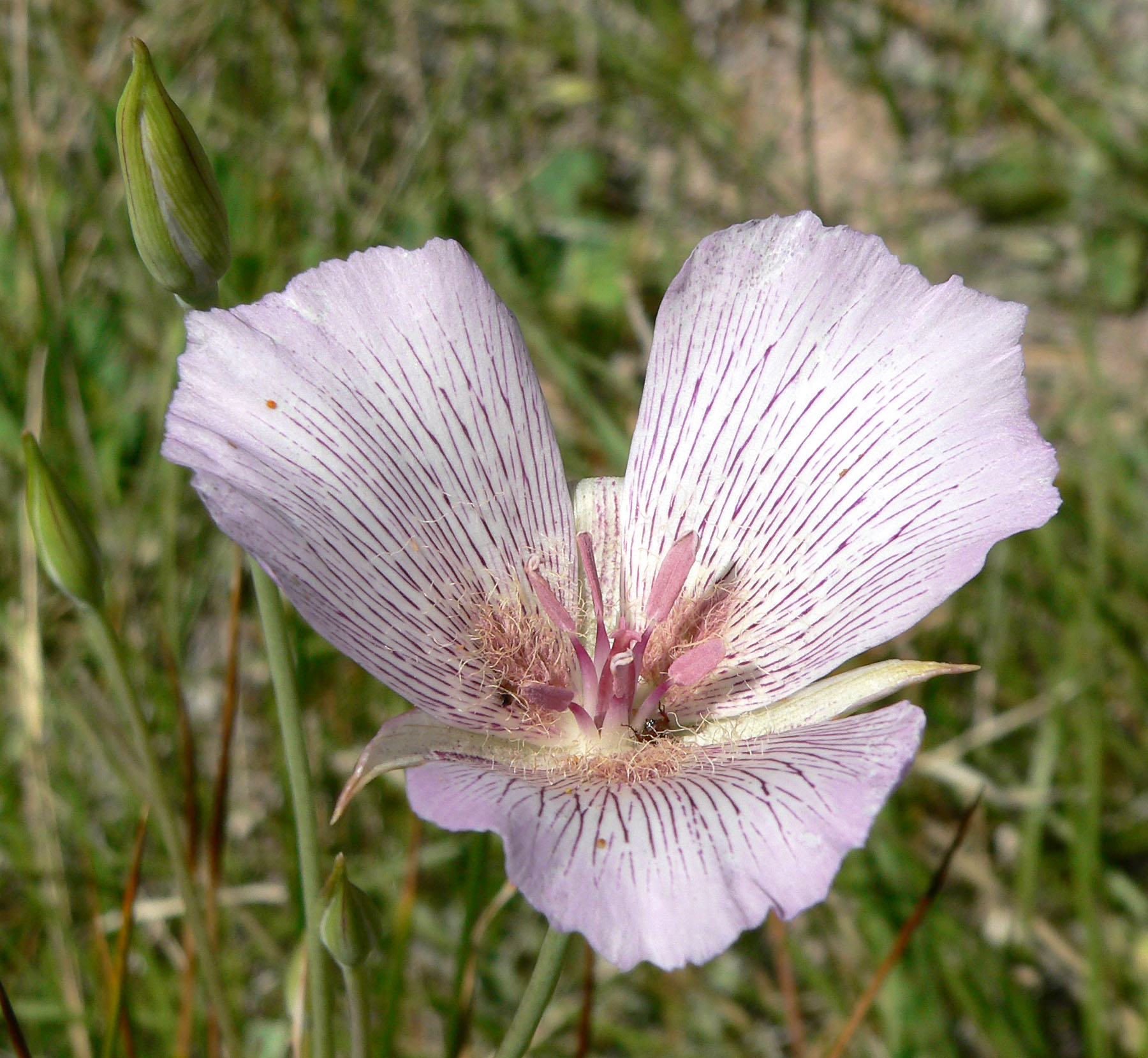